# Дельта Ворона
Дельта Во́рона (лат. δ Corvi), 7 Ворона (лат. 7 Corvi), HD 108767 — кратная звезда в созвездии Ворона на расстоянии приблизительно 85 световых лет (около 26 парсек) от Солнца. Возраст звезды определён как около 260 млн лет.

## Характеристики
Первый компонент (HD 108767A) — белая звезда спектрального класса A0IV(n)kB9, или A0IV, или A0, или B9,5V. Видимая звёздная величина звезды — +2,926m. Масса — около 2,79 солнечных, радиус — около 2,3 солнечных, светимость — около 69 солнечных. Эффективная температура — около 9986 K.
Второй компонент — коричневый карлик. Масса — около 40,3 юпитерианских. Удалён в среднем на 2,105 а.е..
Третий компонент (HD 108767B) — оранжевый карлик спектрального класса K0V, или K1. Видимая звёздная величина звезды — +8,51m. Масса — около 0,83 солнечной, радиус — около 0,75 солнечного, светимость — около 0,318 солнечной. Эффективная температура — около 4935 K. Удалён на 24,2 угловых секунды.
Четвёртый компонент (WDS J12299-1631C). Видимая звёздная величина звезды — +18,8m. Удалён от третьего компонента на 6,7 угловых секунды.
Пятый компонент (WDS J12299-1631D). Видимая звёздная величина звезды — +21,1m. Удалён от третьего компонента на 8,3 угловых секунды.
Шестой компонент (WDS J12299-1631E). Видимая звёздная величина звезды — +21,5m. Удалён от третьего компонента на 10,2 угловых секунды.

## Название
δ Ворона — обозначение Байера для данной звезды.
Традиционное название Альгораб происходит от арабского الغراب al-ghuraab, ворона. В 2016 году Международный астрономический союз организовал рабочую группу по обсуждению названий звёзд (англ. Working Group on Star Names), каталогизации и стандартизации собственных имён звёзд. В первом бюллетене в июле 2016 года содержалась таблица первых утверждённых WGSN названий, в числе которых было название Альгораб.
В китайском языке название 軫宿 (Zhěn Sù), что означает колесница, дано астеризму, состоящему из Дельты Ворона, Гаммы Ворона, Эпсилона Ворона и Беты Ворона. Сама Дельта Ворона носит название 軫宿三 (Zhěn Sù sān, третья звезда колесницы).

## Описание
Масса звезды в 2,7 раза превышает массу Солнца, светимость примерно в 69 раз превышает светимость Солнца. Эффективная температура внешних слоёв атмосферы составляет около 10400 K, звезда имеет белый цвет и принадлежит спектральному классу A. В целом спектр соответствует спектральному классу A0 IV(n) kB9. Дельта Ворона является либо субгигантом возрастом около 260 млн лет, почти исчерпавшим водород в ядре и уходящим с главной последовательности, либо звездой на стадии до главной последовательности возрастом около 3,2 млн лет.
В 1823 году Джеймс Саут и Джон Гершель обнаружили, что Дельта Ворона является широкой двойной звездой. С тех пор взаимное расположение двух звёзд не изменилось. Звезда-компаньон видимой звёздной величины 9,3, HR 4757 B, принадлежащая спектральному классу K2Ve, находится на угловом расстоянии 24,2 угловой секунды при позиционном угле 214°. Хотя две звезды обладают одинаковым собственным движением, существенное различие их возрастов приводит к выводу о том, что звёзды могут не быть физически связанными.
Проведённое в 2006 году исследование показало, что Дельта Ворона не обладает избытком инфракрасного излучения, который мог бы свидетельствовать о наличии околозвёздного вещества, однако в 2014 году была обнаружена тёплая межзвёздная пыль.

## В культуре
Звезда Дельта Ворона или «Альграб» упоминается в романе И. Ефремова Туманность Андромеды как дальняя звезда, до которой 46 парсек.